# Perfume (chanson)
Pour les articles homonymes, voir Perfume.
Singles de Britney Spears
Work Bitch
(2013) Pretty Girls
(2015)
Perfume est le deuxième single extrait de l'album Britney Jean de Britney Spears. Le titre est sorti sur iTunes le 4 novembre 2013. Spears interprète Perfume en live lors du show Britney: Piece of me à Las Vegas.

## Interprétations en direct

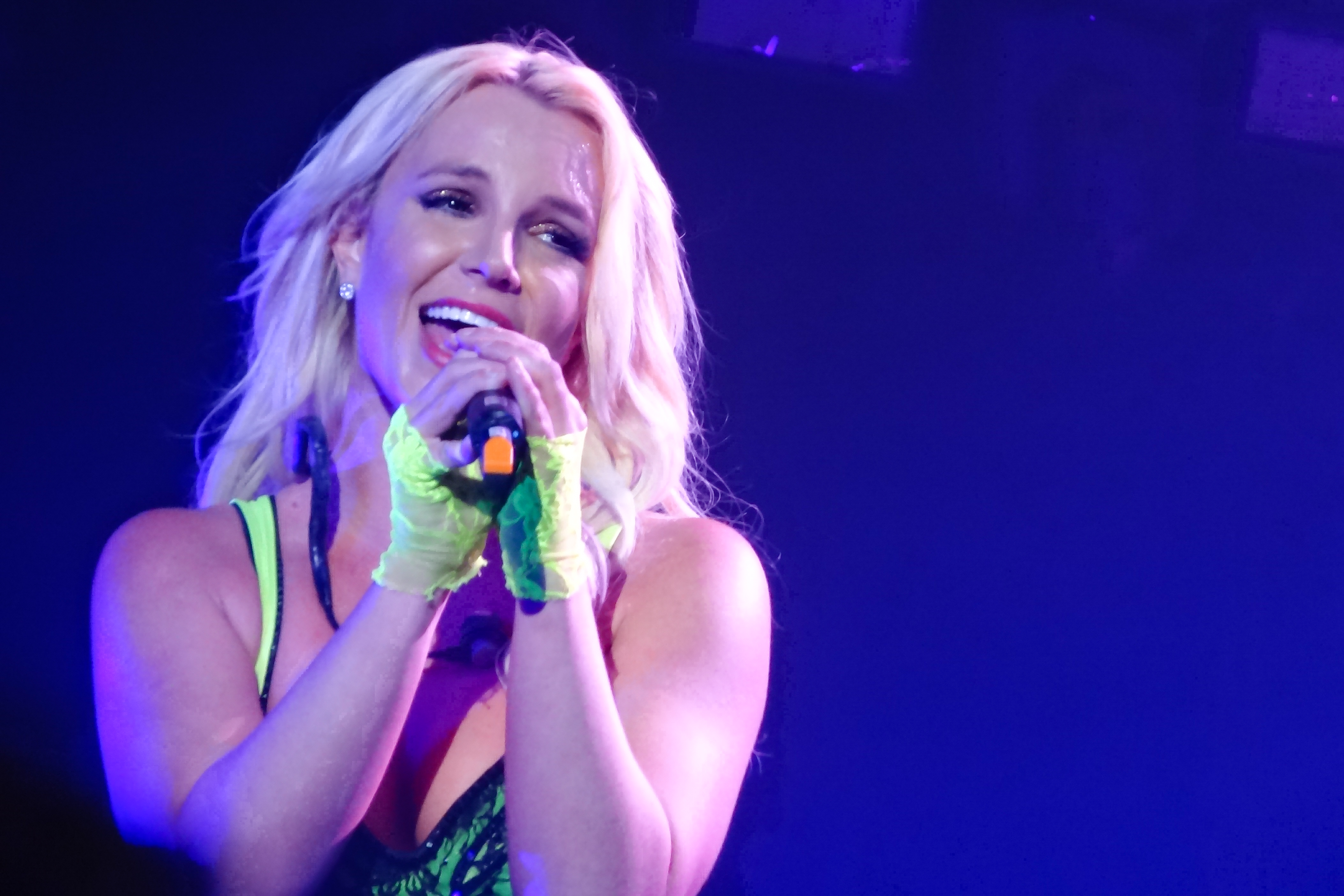

Spears a chanté la chanson à plusieurs reprises durant son spectacle, Britney: Piece of me à Las Vegas.

## Crédits et personnels
- Chant: Britney Spears
- Écriture: Britney Spears, Sia Furler, Christopher Braide
- Production: will.i.am, Keith Harris, Christopher Braide

Crédits extraits du livret de l'album Britney Jean, Jive Records.

## Classements
| Classements (2013)                      | Meilleure position |
| --------------------------------------- | ------------------ |
| Allemagne (Media Control AG)            | 78                 |
| Australie (ARIA)                        | 61                 |
| Autriche (Ö3 Austria Top 40)            | 69                 |
| Belgique (Flandre Ultratip 100)         | 11                 |
| Belgique (Wallonie Ultratop 50 Singles) | 41                 |
| Canada (Hot 100)                        | 70                 |
| Espagne (PROMUSICAE)                    | 13                 |
| États-Unis (Hot 100)                    | 76                 |
| France (SNEP)                           | 34                 |
| Irlande (IRMA)                          | 36                 |
| Pays-Bas (Nederlandse Top 40)           | 100                |
| Suisse (Schweizer Hitparade)            | 74                 |